# فرودگاه صحرایی فاینس تورتس
فرودگاه صحرایی فاینس تورتس (به انگلیسی: Fayence-Tourrettes Airfield) (به زبان بومی: Aérodrome Fayence - Tourrettes) یک فرودگاه همگانی است که یک باند فرود چمن دارد و طول باند آن ۸۳۰ متر است. این فرودگاه در کشور فرانسه قرار دارد و در ارتفاع ۲۲۵ متری از سطح دریا واقع شده است.